# Hellraiser III: Hell on Earth
Hellraiser III: Hell on Earth is een Amerikaanse horrorfilm uit 1992 onder regie van Anthony Hickox. Het is het tweede vervolg op Clive Barkers origineel Hellraiser en het eerste deel in de reeks gemaakt buiten Groot-Brittannië. Hickox won hiermee de juryprijs op het Brussels International Festival of Fantasy Film en de film werd genomineerd voor onder meer de Saturn Awards voor beste horrorfilm en beste grime.
Hellraiser III: Hell on Earth volgt op Hellbound: Hellraiser II uit 1988 en werd op haar beurt in 1996 opgevolgd door Hellraiser: Bloodline.

## Verhaal
Joanne Summerskill werkt als verslaggeefster voor een lokaal televisiestation, maar haar ambities reiken verder dan de - in haar ogen - afgezaagde klusjes die ze krijgt. Wanneer ze in het ziekenhuis is, wordt daar in allerijl een zwaargewonde jongen binnengebracht met in zijn kielzog zijn vriendin Terri. Summerskill loopt de brancard achterna en ziet in de operatiekamer hoe de jongen wordt geëlektrocuteerd door aan metalen kettingen bevestigde haken die schijnbaar vanuit het niets in zijn lichaam slaan. Ze klampt Terri aan om meer te weten te komen, want ze ruikt eindelijk een volwaardig verhaal. Deze wil niettemin alleen maar zo snel mogelijk weg van daar. Summerskill geeft haar nog wel haar kaartje mee.
Summerskill wordt de volgende dag niettemin gebeld door Terri. Ze is dakloos en wil de verslaggeefster haar verhaal komen vertellen in ruil voor een nachtje onderdak. Summerskill gaat akkoord. Aangekomen vertelt ze over nachtclub Boiler Room, een uitgaansgelegenheid met een inrichting volgens het thema horror. Eigenaar J.P. Monroe heeft als meest recente accessoire voor in zijn club een stenen beeld gekocht opgebouwd uit verschillende, schijnbaar schreeuwende hoofden. Op één hoofd na, wat zijn ogen gesloten heeft en kalm lijkt.
Monroe maakt gretig gebruik van zijn status als eigenaar door regelmatig vrouwen mee zijn bed in te slepen. Wanneer een van hen te dicht bij het beeld komt, opent het kalme hoofd plotseling zijn ogen, vilt de vrouw en slokt haar daarna met huid en haar op. Zij wordt daarop het volgende schreeuwende hoofd dat deel uitmaakt van het beeld. De aanvaller blijkt Pinhead te zijn, die gevangen zit in het beeld. Hij overtuigt Monroe ervan hem nog een paar slachtoffers te brengen, want zodra hij voldoende bloed binnenkrijgt, komt hij vrij.
Summerskill wordt in de tussentijd geplaagd door dromen over oorlogsscenario's. Haar vader overleed nog voor haar geboorte in de oorlog en zij denkt dat ze over hem droomt. De man in haar dromen benadert haar niettemin op zeker moment en legt uit dat hij Kapitein Elliot Spencer is, de man die na de Eerste Wereldoorlog in bezit kwam van een Lemarchand's box en zo Pinhead werd. Spencer vertelt Summerskill dat hij de menselijke kant van Pinhead vormde toen hij nog deel van hem uitmaakte, maar nu van hem gescheiden is. De Pinhead die op het moment van losbreken staat uit Monroe's standbeeld, is enkel nog de demonische kant, vrijwel onkwetsbaar en puur sadisme. Om hem te stoppen, moet Summerskill hem naar Spencers dimensie leiden, waar deze sterk genoeg is om Pinhead terug naar de Hel te sturen. Daarbij moet ze voorkomen dat de losgebroken Pinhead in het bezit komt van een Lemarchand's box. Alleen hierdoor kan hij terug naar de Hel. Als hij hem vernietigt, kan hij voor altijd vrij de mensenwereld bereizen.

## Rolverdeling
| Acteur          | Personage                                |
| --------------- | ---------------------------------------- |
| Terry Farrell   | Joanne Summerskill                       |
| Paula Marshall  | Terri / Gevilde Sandy / Dromer Cenobite  |
| Kevin Bernhardt | J.P. Monroe                              |
| Doug Bradley    | Hoofdinspecteur Elliot Spencer/Pinhead   |
| Ken Carpenter   | Daniel 'Doc' Fisher/Camerahoofd Cenobite |
| Sharon Percival | Brittany Virtue                          |
| Philip Hyland   | Brad                                     |
| David Young     | Bill de uitsmijter                       |
| Brent Bolthouse | CD de DJ                                 |
| Peter Atkins    | Rick de barman/Barbie Cenobite           |
| Aimée Leigh     | Sandy                                    |
| Ashley Laurence | Kirsty Cotton (cameo)                    |

## Trivia
- De man die verschijnt in een cameo-optreden als Rick (de barman) en later als de Barbie Cenobite is Peter Atkins, de scenario- en medescriptschrijver van de film.